# Тяван

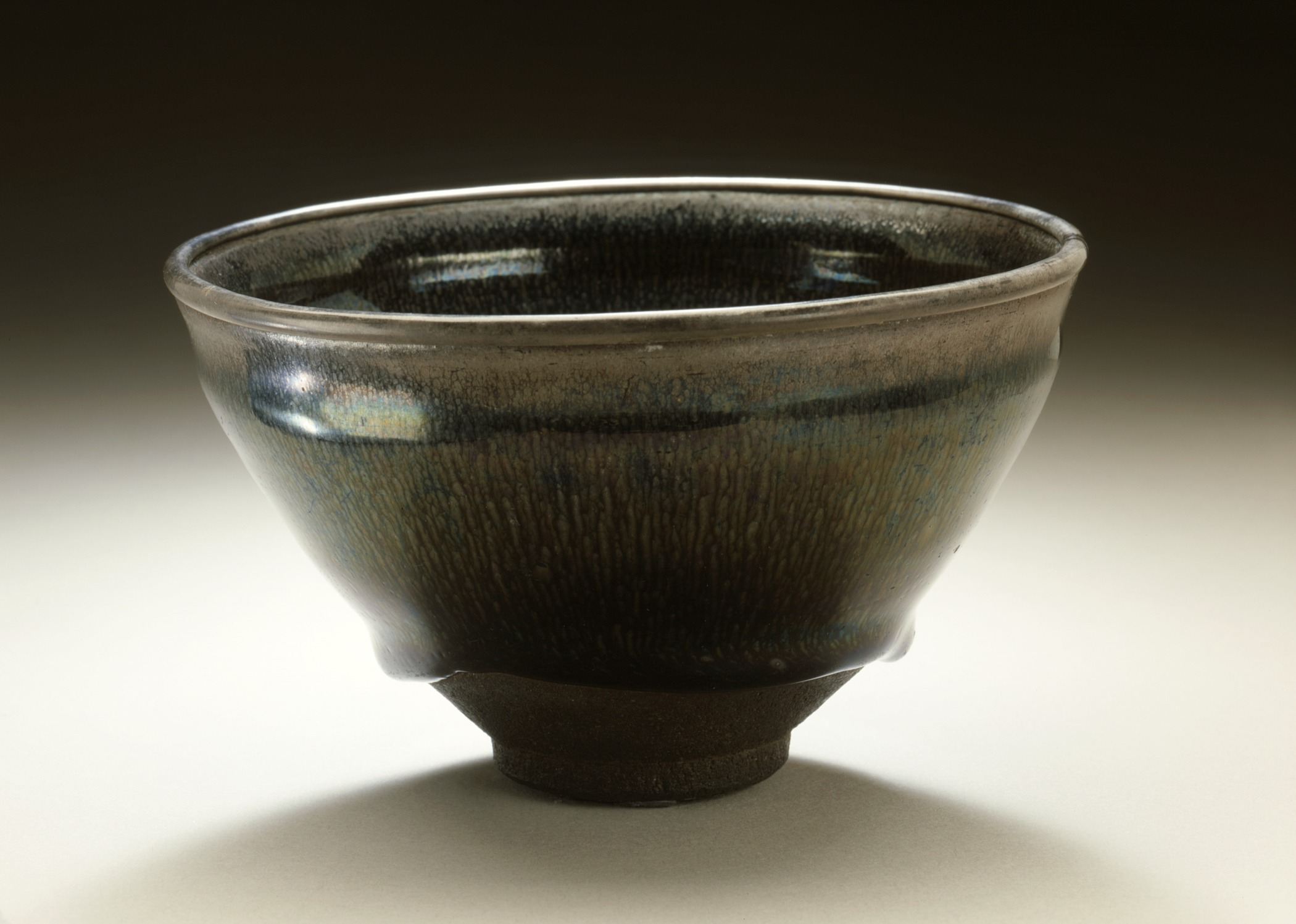
Тяван в стиле тэммоку, Китай, XII век

Тяван (яп. 茶碗, — чайница) — чашка-пиала для японской чайной церемонии. Чашки — важный элемент церемонии, в частности, после употребления чая принято осматривать чашку, а затем передавать её следующему гостю. Многие тяваны представляют собой произведения японского гончарного искусства, некоторые наделены статусом национального сокровища. Знаменитые чайные принадлежности (в том числе чайные чашки) имеют собственные имена и зачастую продолжают использоваться, даже если хранятся в музеях.

## История и конструкция
Гончары с XVI столетия  начали производить тяваны специально для чайной церемонии. Особенно популярны тяваны в стилях раку, сэто, хаги, карацу, сигараки и орибэ.
От чашек требуется быть устойчивыми, но лёгкими, а также иметь гладкую внутреннюю поверхность. При этом в тяванах ценятся «несовершенства»: следы пальцев гончара, неровные рисунки на поверхности и так далее. Размер чашки должен позволять размещение веничка, ложечки и салфетки, но в то же время она должна удобно помещаться в ладонях. При созерцании чашки смотрящий оценивает гармоничность сочетания верхней кромки, корпуса и основания.

## Роль в церемонии
Тяван занимает особое место в чайной церемонии, его, как и другую утварь, наделяют глубоким символизмом; отношение к чашке напоминает отношение к участнику чаепития: знаменитым чашкам дают имена.
Тяван хранится в специальном ларце, завёрнутый в специальный вид шёлка, а на стенах ларца записывается история чашки. Среди чашек существует иерархия, определяемая, среди прочего, особенностями их дизайна: строгостью стиля, связью с традициями конкретных гончарных мастерских, местом происхождения и так далее. Некоторые мастера отдают первое место корейским чашкам стиля идо (яп. 井戸型) (означает «колодец», что должно отражать ощущение глубины при взгляде в чашку), другие — чашкам раку, высоко также ценится керамика из Карацу. Чашка, стоящая выше других в иерархии, подаётся наиболее важному гостю, в особых случаях чашка после чаепития становится памятным объектом и более не используется по назначению.
После дегустации чая проходит осмотр тявана, начинающийся с поклона; чашку при этом передают от одного гостя к другому.